# Vladimir Bakulin
Vladimir Bakulin (Kamchatka, Unión Soviética, 3 de septiembre de 1939-10 de diciembre de 2012) fue un deportista soviético especialista en lucha grecorromana donde llegó a ser subcampeón olímpico en México 1968.

## Carrera deportiva
En los Juegos Olímpicos de 1968 celebrados en México ganó la medalla de plata en lucha grecorromana estilo peso mosca, tras el luchador búlgaro Petar Kírov (oro) y por delante del checoslovaco Miroslav Zeman (bronce).